# Den sidste Kavaller
Den sidste Kavaller (originaltitel Beau Brummel) er en amerikansk stumfilm fra 1924 af Harry Beaumont.

## Medvirkende
- John Barrymore som George Bryan "Beau" Brummel
- Mary Astor som Lady Margery Alvanley
- Willard Louis som George IV
- Carmel Myers som Hester Stanhope
- Irene Rich som Frederica Charlotte
- Alec B. Francis som Mortimer
- William J. Humphrey som William Arden
- Richard Tucker som Henry Stanhope
- George Beranger som Byron